# بیلی برک (بازیگر)
بیلی برک (انگلیسی: William Albert Burke؛ زاده ۲۵ نوامبر ۱۹۶۶) یک هنرپیشه اهل ایالات متحده آمریکا است. وی از سال ۱۹۹۰ میلادی تاکنون مشغول فعالیت بوده است.

## گزیده فیلمشناسی
از فیلم‌ها یا برنامه‌های تلویزیونی که وی در آن نقش داشته است می‌توان به آثار زیر اشاره کرد.
- مافیا! (۱۹۹۸)
- کومودو (۱۹۹۹)
- ایندیپندنت (۲۰۰۰)
- وقتی که عنکبوت می‌آید (۲۰۰۱)
- نردبان ۴۹ (۲۰۰۴)
- ضیافت عشق (۲۰۰۷)
- شکست (۲۰۰۷)
- اچ‌بی‌او (۲۰۰۷)
- نایافتنی (۲۰۰۸)
- گرگ و میش (۲۰۰۸)
- گرگ و میش: ماه نو (۲۰۰۹)
- گرگ و میش: کسوف (۲۰۱۰)
- رانندگی جنون (۲۰۱۱)
- شنل‌قرمزی (۲۰۱۱)
- گرگ و میش: سپیده‌دم - قسمت اول (۲۰۱۱)
- گرگ و میش: سپیده‌دم - قسمت دوم (۲۰۱۲)
- شگفت‌انگیز عجیب (۲۰۱۲)
- فرشتگان در غبار ستاره (۲۰۱۴)
- در تاریکی (۲۰۱۶)
- ۲۴ (مجموعه تلویزیونی) (۲۰۰۲–۲۰۰۳)
- دختران گیلمور (۲۰۰۳)
- مانک (۲۰۰۴)
- فرینج (۲۰۰۸)
- انقلاب (مجموعه تلویزیونی) (۲۰۱۲–۲۰۱۴)
- باغ‌وحش (مجموعه تلویزیونی) (۲۰۱۵–۲۰۱۷)